# Maria Borczuch-Łączka
Maria Teresa Borczuch-Łączka (ur. 18 lipca 1943 w Gorlicach, zm. 2 listopada 2020) – polska specjalistka w zakresie technologii i badań nowoczesnych materiałów szklistych i szklanokrystalicznych, prof. dr hab. inż.

## Życiorys
Absolwentka szkoły podstawowej (1950-1957) i liceum ogólnokształcącego (1957-1961) w Bobowej,. W 1967 rozpoczęła pracę w Katedrze Szkła Akademii Górniczo-Hutniczej w Krakowie. Początkowo prowadziła badania dotyczące roli metali przejściowych i ziem rzadkich w strukturze szkieł krzemianowych, boranowych i fosforanowych oraz ich wpływu na właściwości optyczne szkła. Pracę doktorską Badanie widm optycznych jonów ceru, neodymu i kobaltu w szkłach o różnym składzie chemicznym, celem określenia charakteru wiązania chemicznego napisaną pod kierunkiem Jerzego Habera obroniła w 1974, uzyskując stopień naukowy doktora nauk chemicznych. Następnie zajmowała się problematyką spektroskopii metali przejściowych i ziem rzadkich w szkłach, procesem tworzenia, strukturą i właściwościami szkła krzemionkowego. W 1991 habilitowała się na podstawie pracy zatytułowanej Domieszkowane szkło krzemionkowe. 28 marca 2000 nadano jej tytuł profesora w zakresie nauk technicznych.
Jest autorką i współautorką około 250 prac naukowych. W latach 1999–2005 pełniła funkcję prodziekan Wydziału Inżynierii Materiałowej i Ceramiki do spraw dydaktycznych. Pracowała także w Państwowej Komisji Akredytacyjnej jako ekspertka dla kierunku Technologia Chemiczna. Była członkinią Polskiego Towarzystwa Ceramicznego oraz Polskiego Stowarzyszenia Biomateriałów. Od 2002 była zatrudniona na stanowisku profesor zwyczajnej w Instytucie Politechnicznym Państwowej Wyższej Szkole Zawodowej w Tarnowie i w Katedrze Technologii Szkła i Powłok Amorficznych na Wydziale Inżynierii Materiałowej i Ceramiki Akademii Górniczo-Hutniczej im. Stanisława Staszica w Krakowie.
Zmarła 2 listopada 2020.